# Murder on the Dancefloor
Murder on the Dancefloor è un singolo scritto da Gregg Alexander e Sophie Ellis-Bextor, e prodotto da Alexander e Matt Rowe per l'album di debutto della cantante pop britannica Sophie Ellis-Bextor Read My Lips del 2001.

## Descrizione
Dopo l'uscita di Take Me Home, primo singolo pubblicato nell'agosto 2001, la cantante pubblicò nel dicembre dello stesso anno Murder on the Dancefloor, per l'etichetta discografica Polydor.

## Video musicale
Il videoclip di Murder on the Dancefloor, diretto da Sophie Muller, si svolge durante un concorso di ballo di coppia ai cui vincitori spettano un paio di scarpe d'oro e una cassa piena di soldi. Determinata a vincere, Ellis-Bextor fa in modo di infortunare o far squalificare gli altri concorrenti, avvelenando un giudice e seducendone un altro, fino ad arrivare alla vittoria con grande dispiacere dei concorrenti "sopravvissuti".

## Successo commerciale
Murder on the Dancefloor, a pochi giorni dalla sua pubblicazione, raggiunse la posizione #2 nell'Official Singles Chart del Regno Unito, rimanendo in classifica per 23 settimane. Fu anche un ottimo successo in Australia, dove raggiunse la posizione numero tre, rimanendo nella top 15 per venti settimane; ottenne il disco di platino in Australia e fu l'undicesimo disco più venduto del 2002.
Nel gennaio 2024, dopo essere stato impiegato nella scena conclusiva del film Saltburn di Emerald Fennell, il brano di Ellis-Bextor è ritornato in classifica in molti Paesi, riconquistando la posizione numero 2 nel Regno Unito e in Irlanda a distanza di oltre vent'anni, e arrivando alla posizione numero 58 negli Stati Uniti, diventando il primo singolo della cantante a entrare nella classifica americana. Inoltre, sempre nel 2024, la canzone ha conosciuto un grande successo su TikTok.
Sempre nel gennaio 2024, la canzone è entrata nella Billboard Hot 100 degli Stati Uniti, segnando la prima apparizione di Sophie Ellis-Bextor in tale classifica. Il singolo ha anche raggiunto la posizione n° 10 nella Billboard Global 200: questa è stata la prima top ten per la cantante.

## Formati
UK CD Single
1. Murder on the Dancefloor
2. Never Let Me Down
3. Murder on the Dancefloor (Parky & Birchy remix)
4. Murder on the Dancefloor (CD-ROM)

Canadian CD Single (cardboard case)
1. Murder on the Dancefloor
2. Murder on the Dancefloor (Jewels & Stone edit)

German CD Maxi-Single
1. Murder on the Dancefloor (Radio edit)
2. Murder on the Dancefloor (Extended album version)
3. Murder on the Dancefloor (Jewels & Stone mix edit)
4. Murder on the Dancefloor (G-Club vocal mix edit)
5. Murder on the Dancefloor (Phunk investigation vocal edit)
6. Murder on the Dancefloor (Parky & Birchy remix)
7. Murder on the Dancefloor (Twin murder club mix)

US CD Maxi-Single
1. Murder on the Dancefloor (Radio edit)
2. Murder on the Dancefloor (Extended album version)
3. Murder on the Dancefloor (Jewels & Stone remix)
4. Murder on the Dancefloor (Parky & Birchy remix)

## Classifiche

### Classifiche settimanali
| Classifica (2002) | Posizione Massima |
| ----------------- | ----------------- |
| Australia         | 3                 |
| Austria           | 10                |
| Belgio (Fiandre)  | 18                |
| Belgio (Vallonia) | 7                 |
| Colombia          | 4                 |
| Croazia           | 3                 |
| Danimarca         | 3                 |
| Finlandia         | 15                |
| Francia           | 5                 |
| Germania          | 11                |
| Grecia            | 39                |
| Irlanda           | 2                 |
| Italia            | 5                 |
| Norvegia          | 2                 |
| Nuova Zelanda     | 2                 |
| Paesi Bassi       | 7                 |
| Perù              | 1                 |
| Regno Unito       | 2                 |
| Repubblica Ceca   | 21                |
| Svezia            | 8                 |
| Svizzera          | 7                 |
| Ungheria          | 16                |

### Classifiche di fine anno
| Classifica (2024) | Posizione |
| ----------------- | --------- |
| Australia         | 67        |
| Estonia           | 189       |
| Francia           | 108       |
| Paesi Bassi       | 78        |
| Regno Unito       | 16        |